# Fasciosminthurus circumfasciatus
Fasciosminthurus circumfasciatus is een springstaartensoort uit de familie van de Bourletiellidae. De wetenschappelijke naam van de soort is voor het eerst geldig gepubliceerd in 1956 door Stach.